# I que li agradin els gossos
I que li agradin els gossos (títol original: Must Love Dogs) és una comèdia romàntica protagonitzada per John Cusack i Diane Lane, estrenada el 2005. Ha estat doblada al català.

## Argument
Sarah Nolan (Diane Lane), una professora de preescolar de trenta i tants anys, porta divorciada vuit mesos, la qual cosa és massa temps, segons la seva família. Així que, amb la millor de les intencions i pensant només en la seva felicitat, decideixen intervenir. Dirigeixen l'operació les germanes de Sarah, Carol (Elizabeth Perkins) i Christine (Ali Hillis), disposades a fer una llista de possibles pretendents, i el seu pare vidu Bill (Christopher Plummer), que dona un bon exemple amb la seva recent i reeixida incursió al món de les cites per Internet: Bill ha estat veient recentment a Dolly (Stockard Channing), una dona d'esperit lliure a la qual va conèixer online.
Impacients per llançar la seva germana dins el món de les cibercites, Carol i Christine fingeixen ser Sarah, i posen les seves dades a perfectmatch.com, amb el temptador missatge "Voluptuosa, sensual, seductora i divertida. DWF cerca un home especial per compartir nits estrellades. Han d'agradar-li els gossos”. I esperar que les respostes arribin a raig.
Sarah aviat ha de suportar una sèrie de desencontres hilarants i desastrosos, i primeres cites, ja que la pàgina web ofereix tot un seguit de impacients aspirants. Però també dos possibles candidats: el difícil però enigmàtic constructor de vaixells Jake Anderson (John Cusack), un idealista, i el "massa atractiu" per ser veritat Bob (Dermot Mulroney).

## Repartiment
- Diane Lane: Sarah Nolan
- John Cusack: Jake Anderson
- Elizabeth Perkins: Carol Nolan
- Christopher Plummer: Bill Nolan
- Ali Hillis: Christine Nolan
- Dermot Mulroney: Bob Connor
- Stockard Channing: Dolly
- Brad William Henke: Leo
- Victor Webster: Eric

## Rebuda crítica i comercial
Segons la pàgina d'Internet Rotten Tomatoes va obtenir un 35 % de comentaris positius, arribant a la següent conclusió: "Malgrat el bon treball dels seus protagonistes, la comèdia romàntica "...I que li agradin els gossos" és massa predictible."
Segons la pàgina d'Internet Metacritic va obtenir crítiques mixtes, amb un 46 %, basat en 36 comentaris dels quals 11 són positius.
Va recaptar 43 milions de dòlars als Estats Units. Sumant les recaptacions internacionals la xifra puja a 58 milions. El seu pressupost va ser de 30 milions.
- "Per apreciar adequadament ...I que li agradin els gossos, primer cal estimar a John Cusack (...) remodela l'estàndard dels elements micos per a la generació Web d'una manera agradable, però avorrida"[5]
- "La pel·lícula és agradable, tranquil·la, moderada i dolç, però no hi ha ni un moment de suspens en ella (...) Puntuació: ★★ (sobre 4)" Ebert, Roger «Must Love Dogs». Chicago Sun-Times.
- "Demostrant una vegada més que les interpretacions magistrals no poden crear alguna cosa partint de gairebé res: el millor que poden fer és que sigui agradable al paladar"Holden, Stephen «Must Love Dogs». The New York Times.